# Edam-Volendam
|  | Per a altres significats, vegeu «Formatge edam». |

Edam-Volendam és un municipi de la província d'Holanda del Nord, al centre-oest dels Països Baixos. L'1 de gener de 2009 tenia 28.467 habitants repartits per una superfície de 24,78 km² (dels quals 8,49 km² corresponen a aigua). Limita al nord amb Zeevang, a l'oest amb Purmerend i al sud amb Waterland.

## Nuclis de població
Ciutats:
- Edam

Viles:
- Volendam
- Purmer

Parròquies:
- Blokgouw
- Katham
- Munnikeveld